# Elena Dobrițoiu
Elena Dobrițoiu, née le 29 août 1957 à Bucarest (Roumanie), est une ancienne rameuse roumaine. Elle est médaillée de bronze aux Jeux de 1980.

## Carrière
Elena Dobrițoiu est médaillée de bronze en huit aux Jeux de 1980 et aux Mondiaux de 1981.

## Palmarès

### Jeux olympiques
- Jeux olympiques d'été de 1980 à Moscou ( Union soviétique) :
  -  médaille de bronze en huit

### Championnats du monde
- Championnats du monde 1981 à Munich ( Allemagne) :
  -  médaille de bronze en huit